# Lament (singel)
Lament – singel promujący album Diaries of Hope (2013) Zbigniewa Preisnera.
Jest on poświęcony dzieciom, które stały się ofiarami Holocaustu. Wokalizy wykonała australijska artystka Lisa Gerrard. Muzykę wykonała Orkiestra Kameralna Filharmonii Narodowej pod batutą Adama Klocka. Utwór "Lament" jest 2. z kolei na płycie długogrającej.

## Lista utworów

### Singel
| 1. | "Lament" Radio Edit | 5:04  |
|    |                     |       |
|    |                     | 05:04 |
|    |                     |       |

### Wersja albumowa
| 1. | "Lament" | 17:21 |
|    |          |       |
|    |          | 17:21 |
|    |          |       |

## Notowania
| Lista                  | Pozycja |
| ---------------------- | ------- |
| Lista Przebojów Trójki | 10      |